# Jarosław Zyskowski (koszykarz)
Jarosław Zyskowski (ur. 2 maja 1964 w Białymstoku) – polski koszykarz występujący na pozycji środkowego, po zakończeniu kariery zawodniczej trener koszykarski. 
Absolwent AWF we Wrocławiu.

## Kariera klubowa
Wychowanek AZS Białystok, w którym występował od 1980 do 1982 roku. 

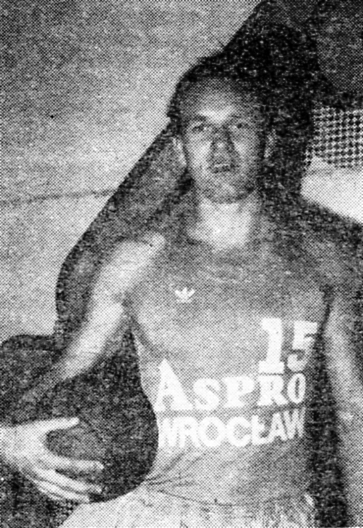
Zyskowski jako zawodnik ASPRO

W swojej karierze reprezentował także barwy klubów Resovii Rzeszów (1982–1984), Gwardii Wrocław (1984–1990), ASPRO Wrocław (1990–1991).
Jako zawodnik Śląska Wrocław zdobywał mistrzostwo Polski w sezonach 1992-94, 1998-99.
W 1999 roku przeszedł do II-ligowej Polonii Warbud Warszawa, z którą uzyskał awans do najwyższej klasy rozgrywkowej.

## Kariera trenerska
Karierę trenerską rozpoczął tuż po zrezygnowaniu z zawodowej gry w kosza w Polonii Warszawa. W latach 2003–2005 prowadził AZS Koszalin, w następnych latach m.in. Wisłę Kraków (2005), Śląsk Wrocław (2006).
Jego syn również uprawia koszykówkę.

## Osiągnięcia

### Klubowe
- 5-krotny mistrz Polski (1992, 1993, 1994, 1998, 1999)
- 3-krotny wicemistrz Polski (1987, 1988, 1990)
- Zaliczony do I składu najlepszych zawodników polskiej ligi (1991)
- Finalista Pucharu Polski (1992)
- Awans z Polonią Warbud Warszawa do najwyższej klasy rozgrywek (2000)

### Indywidualne
- MVP meczu gwiazd polskiej ligi (1994)
- Uczestnik meczu gwiazd polskiej ligi (1994)

### Reprezentacja
- Uczestnik mistrzostw:
  - Europy (1985 – 11 m.)
  - Europy U-16 (1981 – 11 m.)